# The Locked Heart
The Locked Heart er en amerikansk stumfilm fra 1918 af Henry King.

## Medvirkende
- Gloria Joy - Martha Mason
- Henry King - Harry Mason
- Vola Vale - Ruth Mason
- Daniel Gilfether - Colonel Mason
- Leon Pardue